# Vortex-Durchflussmesser

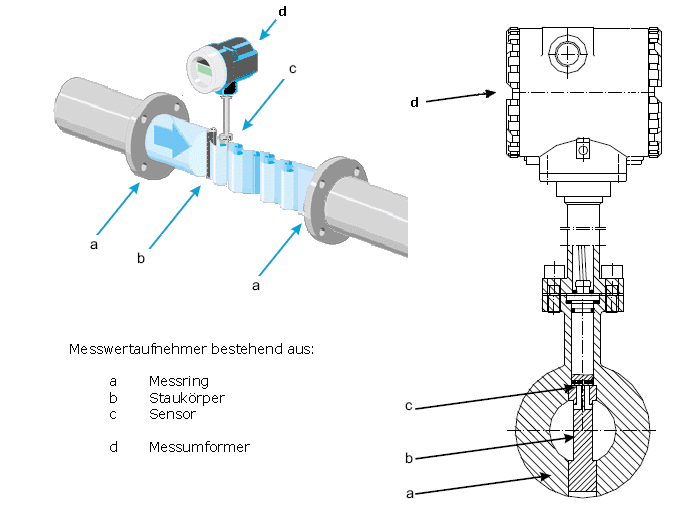
Wirbeldurchfluss-Messsystem

Der Vortex-Durchflussmesser (VDM), auch Wirbeldurchflussmesser ist ein Durchflussmessgerät zur Bestimmung von Volumen- oder Massenströmen auf Basis der Kármánschen Wirbelstraße.
Vortex-Durchflussmesser gehören heute zu den Standard-Messgeräten für die Ermittlung des Volumen-Durchflusses von Flüssigkeiten, Gasen und Dämpfen. Typische Anwendungen sind der Einsatz in Sattdampf, überhitztem Dampf, flüssigen und gasförmigen Kohlenwasserstoffen, demineralisiertem Wasser, flüssigem und gasförmigem Ammoniak und in Gasen wie Stickstoff, Sauerstoff, Chlor, Luft usw. Vortex-Durchflussmesser können auch in nicht leitfähigen Medien eingesetzt werden und stellen eine Ergänzung der magnetisch-induktiven Durchflussmesser (MID) dar.
Mittels der Wirbeldurchflussmessung (auch Vortex-Messung) können Volumenströme von Gasen, Dämpfen und Flüssigkeiten ermittelt werden. Zur Ermittlung von Massenströmen ist eine temperatur- und druckabhängige Korrektur notwendig, wobei viele Gerätetypen eine integrierte Temperaturmessung umfassen.

## Geschichte

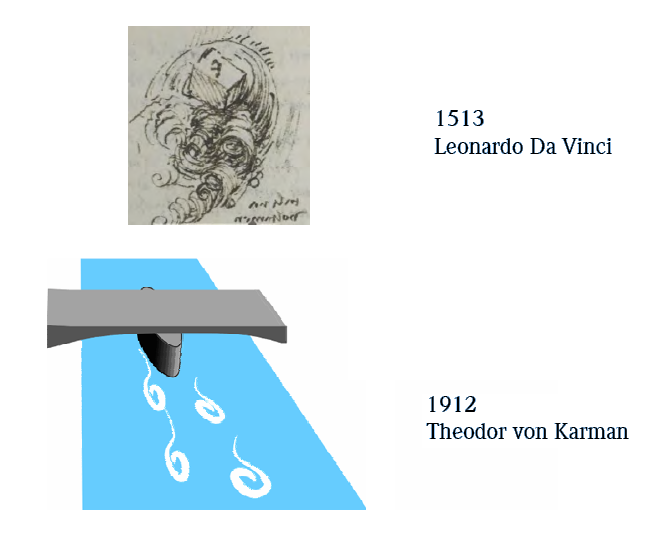
Leonardo da Vinci beschrieb Wirbelschleppen bereits 1513 phänomenologisch, Theodore von Kármán berechnete sie ab 1912

Leonardo da Vinci (* 1452; † 1519), vor allem als Maler berühmt, befasste sich in seiner Zeit nicht nur mit der Kunst. Als verantwortlicher Ingenieur für die Wasserstraßen der Poebene interessierte ihn die Erosion im Flussbett und deren Vermeidung. Er beobachtete Umströmungen verschiedener Hindernisse, wie Brückenpfeiler und die sich dabei ausbildenden Wirbelsysteme verschiedenster Art. So versuchte er, wie im Codex Leicester, das Verhalten von Wasser zu analysieren und erforschte die Strömungen in Flüssen, wie auch die Entstehung von Wirbeln. Im Jahre 1513 zeichnete er das Wirbelverhalten erstmals auf. Sein Ziel war es, die verschiedenen Strömungsformen zu beschreiben und zu systematisieren.
Seine Aufzeichnung trägt am Rande den Vermerk: (Zitat) „Beobachte die Bewegung an der Oberfläche des Wassers, die der von Haaren gleicht, welches zwei Bewegungsarten hat; eine hängt vom Gewicht des Haares ab, die andere von der Richtung der Locken; so bildet das Wasser strudelnde Wirbel, von denen ein Teil durch die Hauptströmung verursacht wird, und der andere durch die Nebenströmung und den Rückfluss.“ (Mit Rückfluss bezeichnet Leonardo damals die Strömung entgegen der Hauptströmung)
Durch seine Beobachtungen, Detailstudien und Zeichnungen hat Leonardo da Vinci eine Möglichkeit gefunden, turbulente Strömungen in seinen Manuskripten anschaulich zu beschreiben und für die Nachwelt festzuhalten.
Die so genannten Wirbelstraßen wurden dann im Jahre 1912 von Theodore von Kármán erstmals berechnet und bildete die Basis für die heutige Messtechnik.
1970 kamen die ersten industriell einsetzbaren Wirbelzähler als Messaufnehmer auf den Markt mit einer Einlaufstrecke von 5- bis 10-mal dem Rohrdurchmesser entsprechender Länge, diese waren erforderlich, um eine brauchbare Genauigkeit zu erreichen.

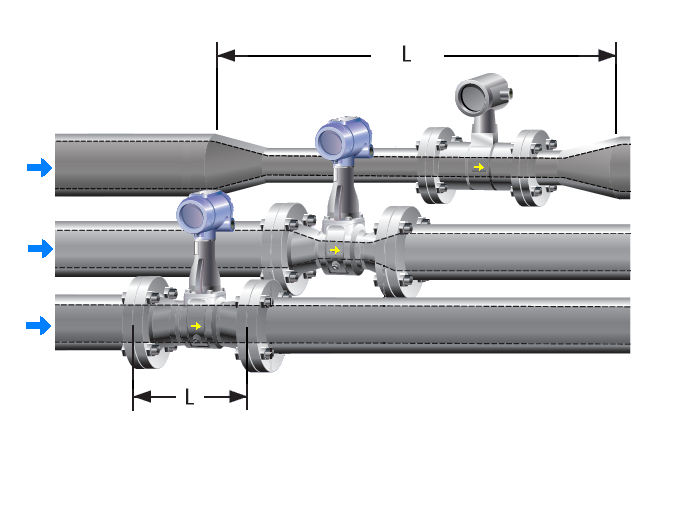
Einlaufstrecken oben von 1970 bis unten 2008

Bedingt durch die ab 1983 verwendeten Piezo-Keramik-Sensoren, konnte der Vortex Schwingkörper keinen Stößen ausgesetzt werden.

## Messprinzip
Das Messprinzip beruht auf der Kármánschen Wirbelstraße, wobei hinter einem umströmten Körper gegenläufige Wirbel auftreten. Dieser Sachverhalt wird bei der Wirbeldurchflussmessung ausgenutzt, indem man in einer mediendurchflossenen Rohrleitung, meist in einem speziellen Messrohr, einen Störkörper einbringt, hinter dem sich die benannte Wirbelstraße ausbildet. Da die Wirbel gegenläufig und versetzt zueinander verlaufen, bilden sich lokale Druckdifferenzen, die über einen entsprechenden Sensor erfasst werden können. Der Sensor ermittelt über eine Zählung der auftretenden Druckimpulse pro Zeitspanne die so genannte Wirbelfrequenz,
{\displaystyle f={\frac {v}{d}}\ Sr}
wobei {\displaystyle v} die Strömungsgeschwindigkeit des Mediums durch die Rohrleitung, {\displaystyle d} die charakteristische Abmessung des Störkörpers und {\displaystyle Sr} die Strouhalzahl ist. Die Strouhalzahl ist unter anderem abhängig von der Geometrie des Störkörpers und der Reynoldszahl des strömenden Mediums.
Über die Strömungsgeschwindigkeit
{\displaystyle v={\frac {f\cdot d}{Sr}}\ }
lässt sich auf den Volumenstrom
{\displaystyle {\dot {V}}={\frac {\pi \cdot D^{2}\cdot f\cdot d}{4\cdot Sr}}}
oder temperatur- und druckabhängig auf den Massestrom
{\displaystyle {\dot {m}}=\rho (T;p){\frac {\pi \cdot D^{2}\cdot f\cdot d}{4\cdot Sr}}}
schließen. Werden alle Konstanten zu einer Proportionalitätskonstante {\displaystyle K} zusammengefasst, wird der lineare Zusammenhang zwischen Volumenstrom und Wirbelfrequenz ersichtlich.
{\displaystyle {\dot {V}}=K\cdot f}

## Sensoren

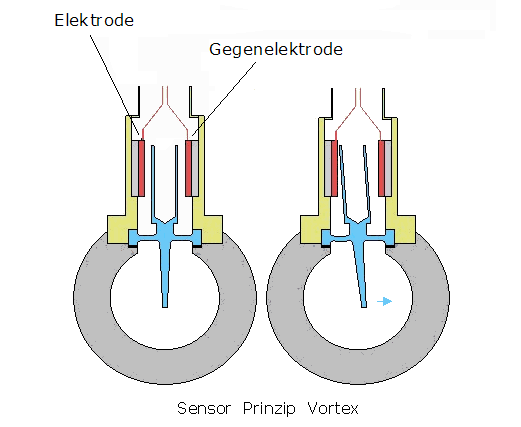
Sensor - Funktion

Die auf dem Markt angebotenen Vortex-Durchflussmesser unterscheiden sich stark in Bezug auf den Sensor, der die Frequenz der Wirbelabrisse aufnimmt. Im Wesentlichen ist hier zu unterscheiden zwischen dem Einsatz von Drucksensoren, die die Frequenz direkt anhand der Druckschwankungen erfassen (umgesetzt z. B. mit kapazitiven Sensoren, Membranen oder Piezo-Elementen), Dehnmessstreifen, die durch die Wirbel in eine Schwingung versetzt werden, die der Wirbelfrequenz entspricht oder auch Thermistoren, die durch die Wirbel periodisch unterschiedlich stark abgekühlt werden (die Auswertung erfolgt dann normalerweise in einer Brückenschaltung).

## Anwendungen

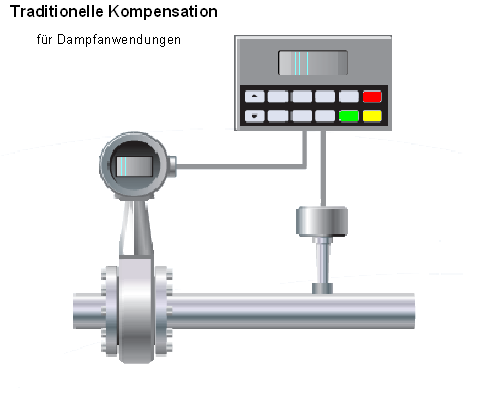
Dampfmessung

Die Wirbeldurchflussmessung wird in vielen Branchen eingesetzt, wozu unter anderem die Petrochemie, Energietechnik, Wärmeversorgung, Pharmazie, Farbenherstellung, Agrochemie und Kosmetika/Health Care sowie der Nahrungsmittelindustrie zählen. Eine der Hauptanwendungen des Vortex-Durchflussmesser ist die Dampfmessung (Massedurchfluss).
Außerdem wird dieser Sensortyp im Bereich des Panzerkampfes eingesetzt. So verwendet der US-amerikanische „M1 Abrams“-Kampfpanzer eine Wirbeldurchflussmessung um den Wind quer zur Wirkrichtung seiner Projektile zu ermitteln, welche im Ballistikrechner zur Korrektur der Winkelstellung des Rohrs verwendet wird.

## Vorteile
Gegenüber Messgeräten wie Turbine, Blende oder Staurohr bestehen die Vorteile:
- niedrigere Installationskosten,
- geringer Druckverlust,
- große Messbereichsdynamik bis 45:1,
- schnelle Messwertwiedergabe (nach weniger als einer halben Sekunde)
- kleine Fehler (0,75 % vom Messwert für Flüssigkeiten und 1,00 % v. M. für Gase)
- Mediumseigenschaften wie Dichte und Viskosität haben bei Reynoldszahl: Re >20000 keinerlei Einfluss auf die Messgenauigkeit.
- in einem großen Temperaturbereich, der von −200 °C bis +400 °C reicht, einsetzbar.
- Ex-Ausführungen

## Anwendungsgrenzen
Bei Vortex-Durchflussmessern sind im Wesentlichen folgende Problempunkte zu benennen, welche die Einsatzmöglichkeiten der Vortex-Geräte einschränken. Der erste Problempunkt betrifft die relativ hohe Verschmutzungsanfälligkeit der Geräte. In Abhängigkeit vom Funktionsprinzip des Sensors beeinflussen schmutzbeladene oder zur Kristallisation neigende Medien das Messergebnis in unterschiedlicher Weise. Speziell bei Messaufbauten mit Bohrungen im Staukörper kann es zu Verstopfungen bei thermoplastischen Medien wie z. B. Bitumen kommen. Beim Stoppen des Prozesses können Rückstände aushärten und Bewegungen der Sensorelemente verhindern. Ferner können Stöße der Partikel gegen den Staukörper das Messergebnis verfälschen.
Der zweite Problempunkt bezieht sich auf die Empfindlichkeit der Vortex-Durchflussmessgeräte gegenüber Vibrationen in der Anlage, die instabile Messergebnisse zur Folge haben. Vibrationen können beispielsweise durch Pumpen verursacht werden, die vor oder nach dem Durchflussmesser eingebaut sind.
Eine weitere Anwendungsgrenze resultiert aus der erforderlichen Mindest-Strömungsgeschwindigkeit zur Ausbildung messbarer Wirbel. Daraus ergibt sich ein Messbereich der immer größer als Null ist. Das heißt, um ein stehendes oder sehr langsam fließendes Medium detektieren zu können, sind weitere gesonderte Maßnahmen erforderlich.
Eine weitere Einschränkung, die jedoch auf den größten Teil aller Durchflussmessungen zutrifft, ist, dass die Messung auf eine Durchflussrichtung beschränkt ist. Um die entgegengesetzte Durchflussrichtung messen zu können, wird ein weiteres Gerät benötigt.